# Microcalicha fulvifusa
Microcalicha fulvifusa là một loài bướm đêm trong họ Geometridae.